# アッヴェントゥーラ・フィルム
アッヴェントゥーラ・フィルム（伊語Avventura Films）は、フランスに本拠地を持つ映画製作会社。スイスの映画プロデューサーのルート・ヴァルトブルゲールが設立、経営していることで知られる。

## 来歴・概要
1996年、スイスのチューリッヒにすでに映画製作会社「ヴェガ・フィルム」を率い、映画プロデューサーとして活躍していたルート・ヴァルトブルゲールがフランスのパリに設立した会社である。「アッヴェントゥーラ」とはイタリア語で「冒険、アヴァンチュール」を意味すると同時に、イタリアの映画監督ミケランジェロ・アントニオーニの映画『情事』（1959年）の原題でもある。同社は、つねに「ヴェガ・フィルム」社との共同で製作・出資を行なっている。1本の映画がフランスとスイスの2つの国籍をもつことで、両国のテレビ局から出資を仰ぐことができ、両国の公的資金（フランスのCNC、スイスのヴォー州基金など）を導入することが可能になる。
フランスの映画プロデューサーアラン・サルド、およびスイス在住の映画作家ジャン＝リュック・ゴダールとアンヌ＝マリー・ミエヴィルのふたりが経営する映画製作会社「ペリフェリア」社と組んで、ゴダール、あるいはミエヴィルの単独監督作に多く出資している。1990年代以降のゴダール＝ミエヴィルを商業映画の世界にとどまらせ、創作をつづけさせることに貢献している。
所在地は、フランス・パリ市フランクラン・ロズヴェルト通り20番地（20, avenue Franklin Roosevelt）。「ヴェガ・フィルム」社のパリ支社と同一住所である。

## フィルモグラフィー
- フォー・エヴァー・モーツァルト For Ever Mozart　1996年　監督ジャン＝リュック・ゴダール、製作総指揮ルート・ヴァルトブルゲール、プロデューサーアラン・サルド　仏スイス合作　カナル・プリュス（仏テレビ局Canal+）、欧州ローヌ＝アルプ映画センター、CNC、DFI、ユリマージュ、フランス2シネマ（仏テレビ局France 2）、ペリフェリア、ローヌ＝アルプ・フィルム、テレヴィジョン・スイス＝ロマンド（スイステレビ局TSR）、ヴェガ・フィルムとの共同製作
- F. est un salaud　1998年　監督マルセル・ジスレ、プロデューサーピエール＝アラン・シャッツマン、ルート・ヴァルトブルゲール、撮影監督ソフィ・マンティニュー　仏スイス合作　ヴェガ・フィルム、アレナ・フィルムとの共同製作
- そして愛に至る Après la réconciliation　2000年　監督・脚本アンヌ＝マリー・ミエヴィル、プロデューサールート・ヴァルトブルゲール、アラン・サルド　仏スイス合作　カナル・プリュス、CNC、DFI、フォンダシオン・ヴォードワーズ（ヴォー州基金）、ペリフェリア、テレヴィジョン・スイス＝ロマンド、ヴェガ・フィルムとの共同製作
- 愛の世紀 Éloge de l'amour　2001年　監督・脚本ジャン＝リュック・ゴダール、プロデューサールート・ヴァルトブルゲール、アラン・サルド　仏スイス合作　カナル・プリュス、レ・フィルム・アラン・サルド、ペリフェリア、テレヴィジョン・スイス＝ロマンド、ヴェガ・フィルム、アルテ・フランス・シネマ（仏独テレビ局Arteの映画部門）との共同製作
- アワー・ミュージック Notre musique　2004年　監督ジャン＝リュック・ゴダール、プロデューサールート・ヴァルトブルゲール、アラン・サルド　仏スイス合作　レ・フィルム・アラン・サルド、ペリフェリア、フランス3シネマ（仏テレビ局France 3）、カナル・プリュス、テレヴィジョン・スイス＝ロマンド、ヴェガ・フィルムとの共同製作
- Une journée　2007年　監督ジャコブ・ベルジェ、プロデューサールート・ヴァルトブルゲール、共同プロデューサーグレゴワール・ソルラ、ヨゼフ・シュタインバーガー　仏スイス合作　製作ヴェガ・フィルム、テレヴィジョン・スイス＝ロマンド、共同製作ホワイ・ノット・プロデュクシオン